# Erik J. Holmberg
Erik John Holmberg, kyrkobokförd som John Erik Holmberg, född 5 juli 1907 i prästgården i Tåby i nuvarande Norrköpings kommun i Östergötlands län, död 6 april 1997 i Västra Frölunda, var en svensk klassisk arkeolog, antikhistoriker och skolman, som 1975 fick professors namn.

## Biografi
Erik Holmberg avlade studentexamen i Falun, dit han flyttat med sin mor efter faderns, kyrkoherden John Holmbergs, bortgång. Han var 1931–1932 assistent vid Svenska institutet i Rom, disputerade för filosofie doktorsgrad 1934 och blev docent i klassisk fornkunskap vid Göteborgs högskola 1935. Under senare delen av 1930-talet företog han arkeologiska utgrävningar av den antika staden Asea i Arkadien i Grekland. Han blev adjunkt vid Hvitfeldtska högre allmänna läroverket i Göteborg 1940. Från 1935 och fram till pensioneringen 1974 var Holmberg verksam vid Göteborgs högre samskola, från 1941 som rektor. Hans företrädare beskrev honom som en person som hade "ovanligt god hand med ungt folk". År 1957 blev han lektor vid läroverket i Majorna. Holmberg var 1957-1962 ledamot av styrelsen för Göteborgs museum, samt från 1961 ordförande i Kulturhistoriska nämnden. Han var ledamot i styrelsen för Arbetarinstitutet och kvällsfolkhögskolan från 1951, och från 1960 som vice ordförande. I styrelsen för Göteborgs stadsteater satt Holmberg som ledamot från 1954. Han var ledamot av styrelsen för Wilhelm och Martina Lundgrens understödsfond från 1965.
Holmberg fick goda kontakter med lokalbefolkningen i Asea och organiserade hjälpsändningar dit under andra världskriget. Han var föreståndare för Svenska institutet i Athen 1947–1948 och delegat för Svenska röda korset i Jugoslavien 1950–1952. För sina insatser för institutet och för spridandet av grekisk kultur belönades han med Föreningen Svenska Atheninstitutets Vänners stora pris. Han var arbetande ledamot vid Vitterhetsavdelningen av Kungliga Vetenskaps- och Vitterhetssamhället i Göteborg från 1951, dess sekreterare från oktober 1964 till januari 1984 samt hedersledamot från 1984. I oktober 1951 grundade Holmberg Svensk-Grekiska Sällskapet. Han blev korresponderande ledamot av tyska arkeologiska institutet 1953. Under 37 år var han även sekreterare i Sällskapet Gnistan.
Erik J. Holmbergs författarskap omfattar utom vetenskapliga monografier och uppsatser, bland andra en lärobok för gymnasiet och populärarkeologiska handböcker för olika platser i Grekland.
Han intresserade sig för grekiskt vasmåleri efter pensioneringen, speciellt det som var förhärskande på 500-talet före Kristus. Där fanns en okänd mästare som under bildfältet dekorerade sina vaser med en röd linje, vilket fascinerade honom. Under flera år forskade Holmberg kring detta och skrev även uppsatsen "The red line painter".
Hustrun Karin Holmberg, född Hagberg, (1906–2002) gifte han sig med den 5 juni 1937.